# Unruhen in Algerien 2010–2012

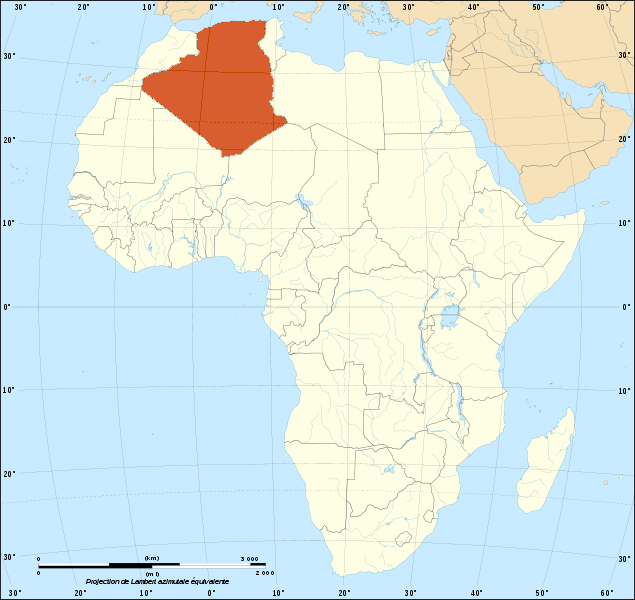
Lage Algeriens in Afrika

Die Unruhen in Algerien 2010–2012 schlossen sich an die Revolution in Tunesien 2010/2011 an, begannen am 28. Dezember 2010 und breiteten sich seit 5. Januar 2011 aus Zorn über massiv gestiegene Grundnahrungsmittelpreise auch in Algerien aus. Die Unruhen entzündeten sich spontan an Einzelereignissen und waren nicht einheitlich organisiert.
Als Motive der Proteste werden die wirtschaftliche Lage der Jugend, ihre schlechten Zukunftsperspektiven, die autokratischen, korrupten Strukturen und das jahrelang an der Macht befindliche Regime angesehen. In Algerien gehen von ihnen Repressalien aus. Eine Ursache der Proteste liegt insbesondere in dem Umstand, dass die Altersstruktur in der Region von den unter 30-Jährigen geprägt ist, die zwar gut ausgebildet sind, aber keine Aussicht auf Arbeit haben („Youth Bulge“).

## Hintergrund

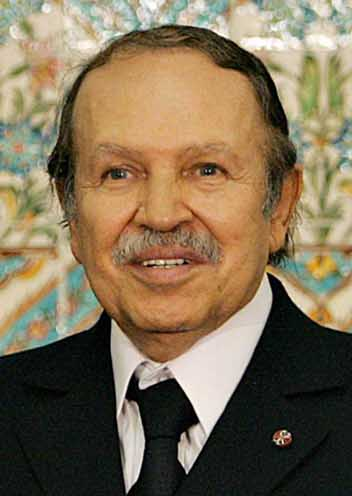
Abd al-Aziz Bouteflika (2006)

Algerien wurde seit 1992 von einem Bürgerkrieg, religiösen Konflikten und internen Verwerfungen heimgesucht. Zusätzlich stiegen vor allem die Lebensmittelpreise deutlich an (siehe FAO Food Price Index). Die Lebenshaltungskosten erhöhten sich um bis zu 30 Prozent.
75 Prozent der Algerier sind jünger als 30 Jahre und die Arbeitslosenquote in dieser Gruppe ist höher als 20 Prozent. Die Mehrheit der Algerier lebt im Elend und hat keine Zukunftsperspektive. Obwohl Algerien der weltweit drittgrößte Erdgaslieferant ist, kommt das Geld nicht bei den Bürgern an. Die Einnahmen erreichen nur die Eliten des Landes.
Staatschef Abdelaziz Bouteflika regiert in Algier seit 1999. Er soll gemeinsam mit seinem Bruder Said Bouteflika auch in Korruption verwickelt sein.

## Chronologie

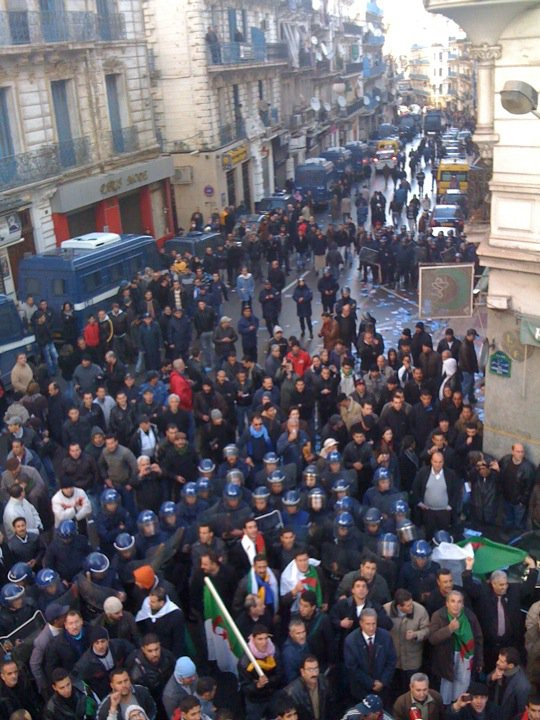
Proteste in Algier (22. Januar 2011)

### 5. Januar
Die Unruhen brachen im Armutsviertel Bab El-Oued in Algier aus. Randalierende Jugendliche griffen mit Knüppeln und Eisenstangen Banken, Luxusgeschäfte und öffentliche Gebäude an.

### 7. Januar
Am 7. Januar wurde bei Kämpfen zwischen Demonstranten und der Polizei in Ain Lahdjel in der Provinz M'Sila ein Jugendlicher erschossen.
In Bou Smail erlag ein Mann seinen Verletzungen. Laut örtlichen Rettungskräften könnte er von einer Tränengasgranate im Gesicht getroffen worden sein.

### Wochenende 8./9. Januar
Am Wochenende von 8. bis 9. Januar 2011 gab es Proteste von mehreren tausend Personen. Anlass war die Beerdigung eines 18 Jahre alten Demonstranten, der durch Schüsse der Polizei getötet worden war. Nach unbestätigten Angaben sollen seit dem 3. Januar fünf Menschen getötet und mehr als 800 verletzt worden sein.
Nach offiziellen Angaben wurden 826 Menschen, darunter 763 Polizisten, verletzt. Es gab etwa 1000 Festnahmen.

### Montag, 10. Januar

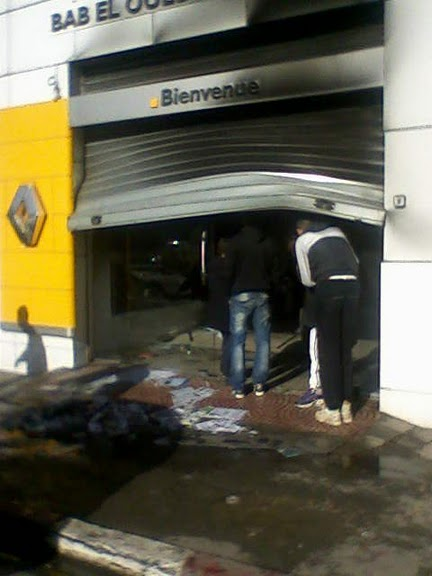
Ein Renault-Autohaus von Triolet in der Nähe von Bab El Oued, bei den Unruhen niedergebrannt.

Die Regierung kündigte Preisnachlässe für Speiseöl und Rohzucker bis Ende August an, worauf sich die Lage beruhigte.

### Samstag, 29. Januar
Animiert durch die Proteste in Ägypten flammten die Proteste in Algerien wieder auf.

### Sonntag, 13. Februar
Die Polizei verhinderte einen Protestmarsch durch die Hauptstadt Algier.

### Montag, 14. Februar
Außenminister Mourad Medelci und Abdelaziz Bouteflika gaben bekannt, dass der seit 19 Jahren geltende Ausnahmezustand in Kürze aufgehoben wird.

### Samstag, 19. Februar
Neuerliche Proteste von mehreren hundert Personen werden von der Polizei mit Schlagstöcken niedergeschlagen.

### Dienstag, 22. Februar

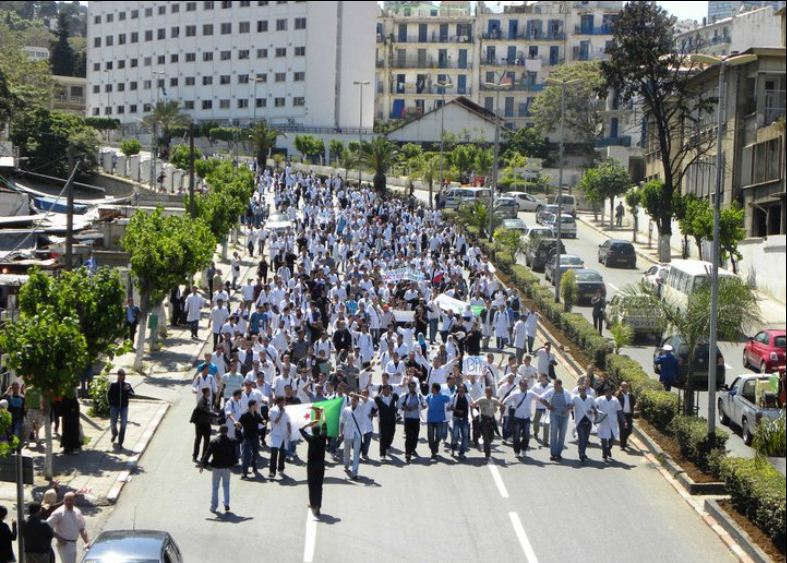
Studenten marschieren in die Stadt el-Mouradia

Der Ministerrat hob am Nachmittag wie angekündigt den Ausnahmezustand auf. Weiter wurde bekanntgegeben, Präsident Bouteflika könnte aus gesundheitlichen Gründen sein Mandat möglicherweise früher niederlegen.

### Samstag, 26. Februar
Abermals unterbindet die algerische Polizei einen Protestmarsch durch Algier.

### Samstag, 5. März
Auch am ersten Märzwochenende verhindert die algerische Polizei Protestmärsche. Zudem werden entsprechende Verbote bekannt gegeben.

### Donnerstag, 17. März
Im Osten der algerischen Hauptstadt Algier kommt es zu einer Straßenschlacht zwischen Sicherheitskräften und Demonstranten. Dabei warfen die Demonstranten Steine und Brandsätze auf die Sicherheitskräfte, die wiederum gegen diese Tränengas einsetzten. Den Demonstranten sei es vordergründig um die Verbesserung ihrer Wohnverhältnisse gegangen. Zu politischen Forderungen sei es nicht gekommen.

### Samstag, 19. März
In Algier werden zwei Demonstrationen für demokratische Reformen von Bereitschaftspolizisten verhindert. Die Sicherheitskräfte unterbanden dabei die Entstehung größerer Menschensammlungen. Zu den Demonstrationen hatten Facebook-User aufgerufen.

### Dienstag, 12. April und Mittwoch, 13. April
In Algier kommt es zu Studentendemonstrationen gegen das in Algerien herrschende Militärregime. Dabei fordern die Studenten unter anderem den Rücktritt des Erziehungs- und Bildungsministers, da dieser das Versprechen einer angekündigten Bildungsreform nicht eingelöst hatte und die Situation in den Universitäten nicht tragbar seien. Zudem forderten die Studenten ein Ende des Militärregimes, das sie als "Mörderregime" bezeichnen. Auch der Rücktritt Abd al-Aziz Bouteflikas wurde gefordert. Bereits am 12. April gingen Sicherheitskräfte gewaltsam gegen die Studenten vor, sodass es zu mindestens 50 Verletzten unter ihnen kam. Bei weiteren Demonstrationen am 13. April, die ebenfalls gewaltsam von Sicherheitskräften beendet worden sind, erhöhte sich die Anzahl der Verletzten auf insgesamt 170.
Die Hinweise, dass es "fast täglich" zu Straßenschlachten in Algerien komme, konnten bislang noch nicht bestätigt werden.

### Mittwoch, 5. Oktober
Eine Demonstration zum Jahrestag der Demokratiebewegung 1988 wird mit der Verhaftung von 17 Organisatoren bereits im Keim von der Polizei erstickt.

### April 2012
Ende April 2012 kam es erneut zu Ausschreitungen, nachdem sich ein Straßenhändler aus Protest gegen die Entfernung seines Standes selbst angezündet hatte.